# Castillo de Numazu

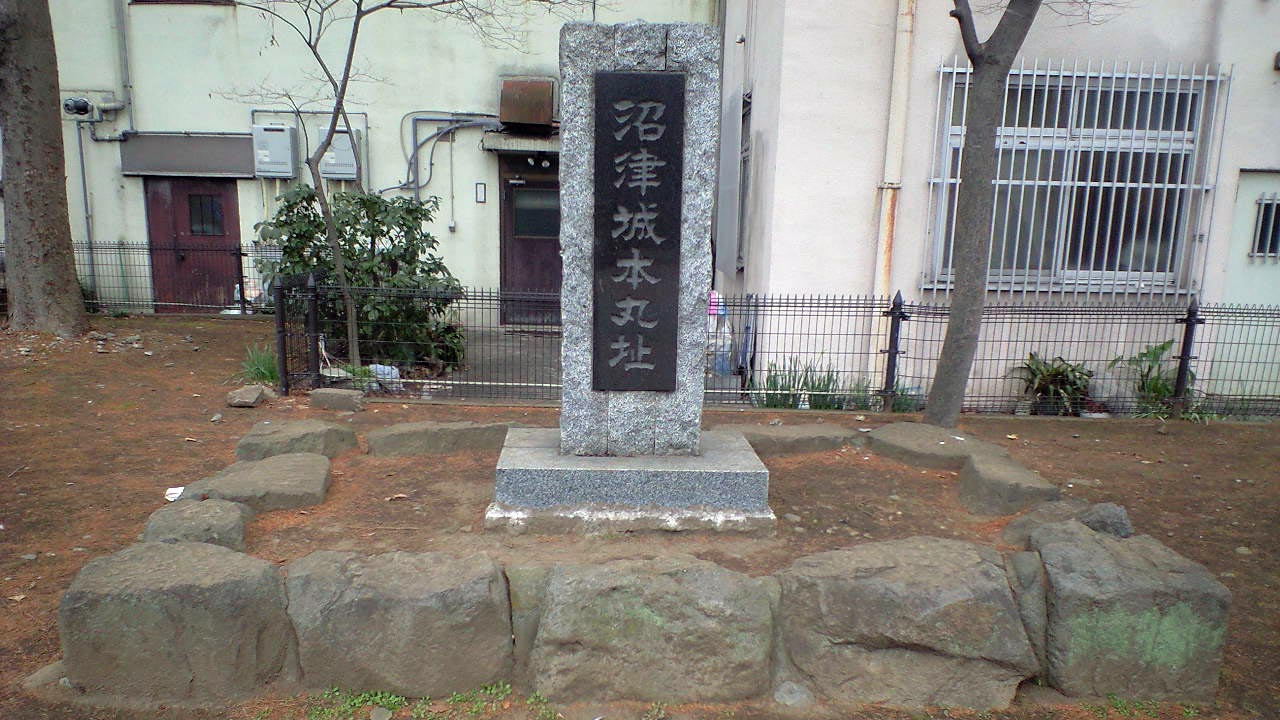
Monumento que indica el lugar en el que estuvo la torre del homenaje del castillo de Numazu

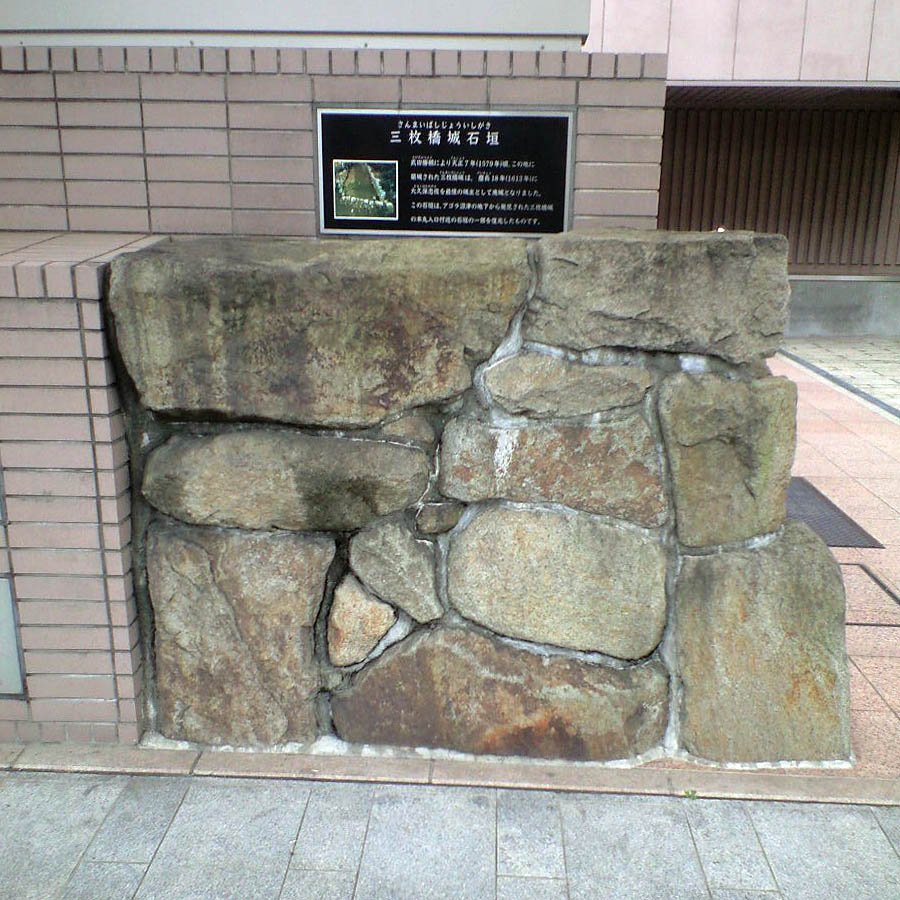
Fragmento de las paredes del castillo de Numazu

El castillo de Numazu (沼津城 Numazu-jō?) fue un castillo japonés sito en la ciudad de Numazu, Prefectura de Shizuoka, Japón. Se trataba de un hirayama-jō (categoría que engloba a los castillos construidos en llanura, para diferenciarlos de los construidos en cerros o montañas). Durante el periodo Edo, el castillo de Numazu fue la sede del clan Mizuno, daimios del Dominio de Numazu.

## Historia
En abril de 1777, cuando el anterior wakadoshiyori (funcionario de alto rango del shogunato Tokugawa) Mizuno Tadatomo fue transferido del Dominio de Ohama (Provincia de Mikawa) a Numazu, se le asignaron unos ingresos de 20,000 koku y se le autorizó a construir un castillo. El sitio que escogió para dicha empresa eran las ruinas del castillo de Sanmaibashi (三枚橋城), una fortificación del Periodo Sengoku que había sido erigida por Takeda Katsuyori en 1579, y que fue destruida en 1614, cuando la región de Numazu se convirtió en territorio bajo el control directo del shogunato (tenryō) después de la muerte de Ōkubo Tadasuke.
El castillo tenía tres fosos concéntricos que conformaban tres recintos amurallados. La torre era una estructura de tres pisos.
Numazu prosperó durante el periodo Edo como Numazu-juku (estación de descanso) en el Tōkaidō, y ocho generaciones del clan Mizuno residieron en el castillo de Numazu, incrementándose su estipendo a 50,000 koku.
Después de la restauración Meiji, el Dominio de Numazu fue abolido y se integró en el recién creado Dominio de Shizuoka que le fue entregado a Tokugawa Iesato, y fue el lugar al que se trasladó el ex-sogún Tokugawa Yoshinobu en julio de 1868.
Entre 1868 y 1871 el castillo fue la sede de la Academia Militar de Numazu, una de las primeras escuelas públicas de Japón de estilo occidental y la predecesora de la Academia del Ejército Imperial Japonés.

### El castillo hoy
En 1873, el gobierno Meiji ordenó el desmantelamiento de todos los castillos y fortificaciones de Japón. El castillo de Numazu fue demolido, sus fosos rellenados y sus terrenos vendidos a particulares.
Hoy, todo lo que queda es un monumento que indica el lugar en el que se encontraba la torre del homenaje en el patio interior y un pequeño fragmento de las paredes de piedra que revestían parte de los viejos fosos.